# شبکه‌سازی کسب و کار

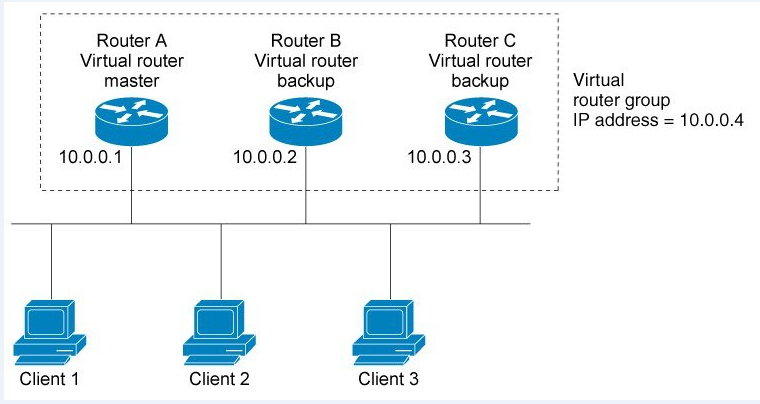
شبکه سازی یک فعالیت اقتصادی

شبکه‌سازی یک فعالیت اقتصادی-اجتماعی است که در آن تجار و کارآفرینان برای ایجاد روابط تجاری و شناسایی، ایجاد یا عمل به فرصت‌های تجاری با یکدیگر ملاقات می‌کنند، اطلاعات را به اشتراک می‌گذارند و به دنبال شرکای بالقوه برای مشاغل هستند.
در نیمه دوم قرن بیستم، مفهوم شبکه سازی برای کمک به بازرگانان در ایجاد سرمایه اجتماعی ترویج شد. در ایالات متحده، طرفداران حقوق کار در محل کار ، شبکه‌های تجاری را توسط اعضای گروه‌های حاشیه ای (به عنوان مثال، زنان، آفریقایی-آمریکایی‌ها و غیره) تشویق می‌کنند تا چالش‌های مانع موفقیت حرفه ای را شناسایی و برطرف کنند. ادبیات جریان اصلی تجارت متعاقباً این اصطلاحات و مفاهیم را پذیرفت و آنها را به عنوان مسیرهای موفقیت برای همه حرفه جویان معرفی کرد.

## بررسی کلی
شبکه کسب و کار نوعی شبکه اجتماعی تجاری است که توسعه یافته‌است برای کمک به تجار در ارتباط با سایر مدیران و کارآفرینان جهت پیشبرد منافع تجاری یکدیگر با ایجاد روابط تجاری سودمند. شبکه سازی تجاری روشی برای استفاده از ارتباطات شخصی و تجاری شماست که به شما کمک می‌کند مشتری‌ها و فروشندگان جدیدی را وارد کسب و کار خود کنید یا فقط توصیه‌های خوبی برای اداره مشاغل خود دریافت کنید.
چندین سازمان برجسته شبکه‌های تجاری وجود دارند که مدل‌هایی از رویدادهای شبکه را ایجاد می‌کنند که در صورت دنبال کردن اصول آنها، به تاجر اجازه می‌دهد روابط تجاری جدید ایجاد کند و همزمان فرصت‌های شغلی ایجاد کند.
سرویس شبکه حرفه ای، پیاده‌سازی فناوری اطلاعات در پشتیبانی از شبکه‌های تجاری است. اتاق‌های بازرگانی و سایر گروه‌های تجاری گرا نیز ممکن است فعالیت‌های شبکه ای را سازمان دهند. چندین گروه مختلف شبکه وجود دارد و بهترین نوع برای هر یک از افراد بسته به شغل آنها و چشم‌اندازهایی که می‌خواهند داشته باشند متفاوت است.
شبکه سازی به نفع مشاغل کوچک کار می‌کند زیرا صاحبان کسب و کار مجبورند در یک مجموعه کوچک از کارکردهای مختلف شغلی استفاده کنند. وقتی با افراد همفکر ملاقات می‌کنند، از تجربیات آنها می‌آموزند و در مورد موضوعات مهم راهنمایی می‌گیرند. آنها حتی می‌توانند شرکا و سرمایه گذاران خوبی را از طریق یک گروه شبکه ای از تجار (صاحبان کسب و کار) باتجربه پیدا کنند. بسیاری از رویدادهای شبکه در هر کشوری اتفاق می‌افتد که در آن کارآفرینان می‌توانند با یکدیگر ملاقات کنند، وابستگی‌های خود را گسترش دهند، خود را آموزش دهند و احساس قدرت کنند. اتخاذ تاکتیک‌های هوشمند می‌تواند در ایجاد مشارکت، دوستی و آشنایی تا حد زیادی کمک کند.

## تاریخچه
قبل از شبکه‌های تجاری آنلاین، تنها گزینه برای افراد تجاری شبکه حضوری (فیس تو فیس) بود. این از طریق تعدادی از روشها مانند بازاریابی نمایش تجاری و برنامه‌های وفاداری به دست آمد. اگرچه ثابت شده‌است که این تکنیک‌ها هنوز منبع مؤثری برای ایجاد ارتباط و رشد تجارت هستند، اما بسیاری از شرکت‌ها به دلیل توانایی ردیابی جزئیات یک کمپین و توجیه هزینه‌های ایجاد شده در راه اندازی یکی از اینها، بیشتر در بازاریابی آنلاین تمرکز دارند. مجمع‌ها "Schmoozing" یا "مالش آرنج" عباراتی است که در میان متخصصان تجارت برای معرفی و ملاقات با یکدیگر در یک زمینه تجاری و ایجاد روابط تجاری استفاده می‌شود.

## اصول اخلاقی
شبکه سازی می‌تواند روشی مهم برای جویندگان کار برای کسب برتری رقابتی نسبت به سایرین در بازار کار باشد. این شبکه کار ماهر، روابط شخصی خود را با کارفرمایان احتمالی و اعضای هیئت مدیره انتخاب و پرورش می‌دهد، به این امید که این عواطف شخصی، تصمیمات آینده استخدامش را تحت تأثیر قرار دهد.
این شکل از شبکه نگرانی‌های اخلاقی را ایجاد کرده‌است. ایراد این است که این تلاش برای فساد فرآیندهای انتخاب رسمی است. این شبکه متهم به جستجوی برتری غیر شایسته سالاری نسبت به سایر نامزدها است. مزیتی که بیشتر بر اساس علاقه شخصی و نه بر اساس ارزیابی عینی از اینکه کدام یک از کاندیداها برای این موقعیت واجد شرایط است.

## تجارت شبکه‌ای
بسیاری از مشاغل از شبکه به عنوان عامل اصلی در برنامه بازاریابی خود استفاده می‌کنند. این امر به ایجاد احساس اطمینان قوی در بین افراد درگیر کمک می‌کند و سهم بزرگی در شهرت شرکت دارد.
تامین کنندهگان و مشاغل می‌تواند به عنوان کسب و کار شبکه تلقی شوند، و تمایل به ایجاد کسب و کار کنند و تأمین کنندگان خود را از طریق روابط موجود و با افرادی از شرکت‌های آنها از نزدیک کار کنند. مشاغل تحت شبکه تمایل دارند که باز، تصادفی و حمایتی باشند، در حالی که کسانی که به روش‌های مدیریتی سلسله مراتبی ، سنتی متکی هستند، بسته، گزینشی و کنترل‌کننده هستند. این عبارات اولین بار توسط توماس پاور، تاجر و رئیس Ecademy، یک شبکه تجارت آنلاین، در سال ۲۰۰۹ استفاده شد.